# San Torcuato
San Torcuato é um município da Espanha na província e comunidade autónoma de La Rioja, de área 10,82 km² com população de 77 habitantes (2007) e densidade populacional de 10,96 hab/km².

## Demografia
| Variação demográfica do município entre 1991 e 2004 | Variação demográfica do município entre 1991 e 2004 | Variação demográfica do município entre 1991 e 2004 | Variação demográfica do município entre 1991 e 2004 |
| --------------------------------------------------- | --------------------------------------------------- | --------------------------------------------------- | --------------------------------------------------- |
| 1991                                                | 1996                                                | 2001                                                | 2004                                                |
| 134                                                 | 110                                                 | 96                                                  | 118                                                 |